# حي الديرة (الرياض)
حي الديرة يقع في وسط الرياض، المملكة العربية السعودية، والمعروفة بالعديد من المعالم التاريخية والتقليدية، مثل قصر المصمك، سوق الديرة، وساحة ديرة. تأسست كمنطقة قصر الحكم في عام 1824 بعد إعادة ناجحة للدولة السعودية الثانية من قبل الإمام تركي بن عبد الله آل سعود، عندما طرد القوات المصرية المدعومة من العثمانيين.